# Passion (album Zbigniewa Seiferta)
Passion – album muzyczny polskiego skrzypka jazzowego Zbigniewa Seiferta. Ostatnia studyjna płyta autorska muzyka (trzy miesiące po jej nagraniu Seifert zmarł). LP powstał w listopadzie 1978, w R.P.M. Studios w Nowym Jorku. Wydany został w 1979 przez wytwórnię Capitol Records.
Płyta w stylu fusion, nagrana ze muzykami amerykańskimi, m.in.: Johnem Scofieldem i Jackiem DeJohnettem. Wszystkie utwory skomponowane i zaaranżowane zostały przez Zbigniewa Seiferta (jedynie „Escape from the Sun” to kompozycja wspólna z Tomaszem Stańko). Na płycie wykorzystane zostały niektóre części największej kompozycji Seiferta tj. „Koncertu na skrzypce solo, orkiestrę symfoniczną i grupę rytmiczną”.

## Muzycy
- Zbigniew Seifert – skrzypce
- Richie Beirach – fortepian
- Jack DeJohnette – perkusja
- Eddie Gomez – gitara basowa
- John Scofield – gitara
- Naná Vasconcelos – instrumenty perkusyjne

- sekcja smyczkowa – pod kierownictwem Gene'a Orloffa (w składzie sekcji m.in. Ron Carter)

## Lista utworów
| 1. | „Passion”                   | 5:06  |
|    |                             |       |
| 2. | „Where Are You From”        | 5:20  |
|    |                             |       |
| 3. | „Sunrise Music/Kilimanjaro” | 9:49  |
|    |                             |       |
| 4. | „Pinocchio”                 | 6:24  |
|    |                             |       |
| 5. | „Singing Dunes”             | 4:11  |
|    |                             |       |
| 6. | „Quo Vadis”                 | 6:02  |
|    |                             |       |
| 7. | „Escape from the Sun”       | 3:40  |
|    |                             |       |
|    |                             | 40:32 |
|    |                             |       |

## Informacje uzupełniające
- Producenci – Chris Hinze, Jerry Schoenbaum, Skip Drinkwater (producent wykonawczy)
- Inżynier dźwięku – Jerrold Soloman
- Asystent inżyniera dźwięku – Edward Small
- Nagrania miksowane w R.P.M. Studios i Electric Lady Studios w Nowym Jorku
- Projekt okładki – Jurek Wajdowicz
- Zdjęcia – Laura Friedman
- Liternictwo (na okładce) – Ted Szumilas
- Czas łączny – 40:32
- Nagrania smyczków – Columbia Studios w Nowym Jorku